# آي. تي كوين
آي. تي كوين (بالإنجليزية: I. T. Quinn)‏ هو محافظ على الطبيعة أمريكي، ولد في 13 يناير 1887 في بيلغرين في الولايات المتحدة، وتوفي في 5 فبراير 1972 في غروف هيل في الولايات المتحدة.